# 雅典的歐律狄刻
歐律狄刻 （希臘語：Ευρυδίκη η Αθηναία; 前四世紀人物），是古雅典貴婦，她家族是雅典小米太亞德的後裔。
歐律狄刻第一任丈夫是馬其頓人歐斐爾拉斯，是亞歷山大大帝的軍官，後來成為昔蘭尼的統治者。再歐斐爾拉斯被殺後，歐律狄刻從昔蘭尼返回雅典，之後當繼業者安提柯之子德米特里第一次奪下雅典後，歐律狄刻與他再婚。歐律狄刻與德米特里有一個兒子叫做科爾哈古斯（Corrhagus）。

## 來源
- 威廉·史密斯，《希腊羅馬的神話和傳記辭典》,